# Susana Bautista Cruz
Susana Bautista Cruz (Ciudad de México, 1971) es una escritora mexicana. Además es docente, investigadora y promotora de poesía en lenguas indígenas. Entre sus obras más destacadas está su poemario Rõma (2014).

## Biografía
Susana{11} Bautista Cruz es originaria de la comunidad mazahua de Rioyos Buenavista, del municipio de San Felipe del Progreso, estado de México, aunque nació en la Ciudad de México en 1971. Estudió Derecho y Letras Modernas en la Universidad Nacional Autónoma de México (UNAM), además cuenta con una especialidad en Derechos Humanos y una Maestría en Derecho por la misma universidad. Fue becaria del Instituto de Investigaciones Jurídicas de la UNAM, donde colaboró durante una década en las Jornadas Lascasianas Internacionales, dedicadas al estudio y la defensa de los pueblos indígenas y afroamericanos. Sus estudios e intereses se diversifican en el Derecho indígena, los estudios feministas y de género, así como en la promoción de la Literatura indígena contemporánea.
Desde 1993 colabora en la Coordinación de Difusión Cultural. Ha sido coordinadora de las lecturas y trabajos en la Sala Nezahualcóyotl de la UNAM. Actualmente es responsable del área de Visitas Guiadas al CCU y Date un rol y conoce tu Universidad, donde han destacado los recorridos “Barrio universitario. Recorrido por los recintos universitarios en el centro histórico” en conmemoración con el centenario de la UNAM, 2010; “Date un rol y conoce tu Universidad”, recorrido en autobús por el primer circuito universitario denominado Patrimonio Mundial de la Humanidad, 2014. Y en conmemoración con el Año Internacional de las Lenguas Indígenas, el recorrido “In Xóchitl in cuícatl” recorrido literario por el CCU y el Jardín Botánico, UNAM, 2019. Por lo anterior, alterna su residencia entre la Ciudad de México y su comunidad, Rioyos Buenavista.

## Obra
La obra de Bautista Cruz se divide en su trabajo como escritora, docente, investigadora y promotora de la poesía en lenguas indígenas. Como docente se ha desempeñado en la UNAM en la asignatura México: Nación Multicultural del Programa Universitario de Estudios de la Diversidad Cultural e Interculturalidad (PUIC-UNAM), donde imparte la clase “Mujeres indígenas”. Es titular del curso: “Los labios de la tierra. Mujeres poetas en lenguas indígenas” en Skribalia, Escuela Global de Escritores en Línea. Además ha impartido el Taller “Relaciones de género en el aula universitaria”, para docentes de la Facultad de Ingeniería, UNAM.
Al ser promotora de la Literatura Indígena, Bautista ha formado parte de diferentes proyectos nacionales e internacionales, por lo cual, ha presentado diversas antologías poéticas en lenguas indígenas como “Manantial de Estrellas” (Pluralidad Indígena, ELIAC), 2019;  “Lenguas de América III. Festival de Poesía” (PUIC-UNAM), 2018; la serie “Voces Nuevas de Raíz Antigua” (Pluralia Ediciones), 2013. Además de libros con temáticas indígenas como “Las palabras que dormían en mí. Discursos indígenas de Bolivia, Ecuador y Chile” (IIS-UNAM), comp. Natividad Gutiérrez Chong, 2019; “La discursividad indígena. Caminos de la Palabra Escrita” de Ana Matías Rendón, 2018; “Naxiña rului’ladxe”/“Rojo Deseo” (Pluralia Ediciones), 2018 de Irma Pineda; “Náandi, pireku ma cheti sapiini”/“Cantos de una mamá purépecha a su hijo (a)”  (Nauyaka Producciones y Ediciones) de Rubí Huerta, 2017; “40 Rostros de la Dignidad”, Voces en Defensa de los Derechos Humanos en México” (Comisión Mexicana de Defensa y Promoción de los Derechos humanos),  2015; “Estudios en homenaje a Don José Emilio Rolando Ordóñez Cifuentes” (IIJ-UNAM), 2014. “Un pueblo k’iche de los Altos de Guatemala. Entre la espesura de las relaciones interétnicas y de clase en San Miguel Totonicapán” (UACM) de Carlos Ordóñez Mazariegos, 2013, entre muchos libros más.
También ha presentado a diversos escritores en lenguas indígenas, como Briceida Cuevas Cob en el ciclo Primeras Raíces en el Palacio de Bellas Artes, 2019; y en mesas poéticas a Marisol Ceh Moo, Javier Castellanos, Florentino Solano, Angelina Súyul, Elvis Guerra, Hubert Matiúwàa en el Festival de Literatura en el Norte (FeliNo 2018, 2017, 2014); a Irma Pineda, Natalia Toledo, Celerina Sánchez y Nadia López García en la Fiesta de las Culturas Indígenas, Pueblos y Barrios de la Ciudad de México, 2018. A Natalio Hernández y Jorge Miguel Cocom Pech dentro del Programa de Presentación del libro “El Derecho a la Lengua de los Pueblos Indígenas”, realizado en el Aula Magna del IIF, 2003.

Bautista ha publicado cuento y poesía en diversas antologías literarias; y diversos artículos y ensayos jurídicos. Su poemario Rõma (Plaquette, Edición de autor, 2014), tuvo buena recepción en el mundo cultural. Daniela Camacho al respecto de esta obra ha señalado: “El [des]amor es una insolencia, una furia, algo demasiado abrupto. Eso creo. Pero en las páginas de Rõma la autora canta a la altura de un solo riesgo: defender con nostalgia el cuerpo que no se ve. Lo real imaginario. Todo lo que el sueño contiene. La Mujer de Manos Suaves y Cuerpo Tibio existe. Con su 'gran pequeña tragedia interior', Susana Bautista Cruz la nombra y la funda en la noche despierta, donde afuera es adentro, donde el desasosiego y la serenidad alumbran las paredes de la casa”. El tema central de la obra está en el florecimiento de una vida que deslumbra a la narradora y protagonista, en donde las sensaciones conducen la historia poética. Por su lado, Ricardo Muñoz Munguía ha señalado: 
La prosa de Susana Bautista Cruz se construye con innumerables imágenes nacidas del deseo, en el insomnio, ubicadas en el muro del recuerdo…, es el aletear del colibrí repartido en trozos de un espejo que enmarcan su nombre, el de Susana, la que pertenece a la palabra para, también, recorrer la llaga del dolor y el contorno del sueño que es zozobra y, a la vez, fe. Y de modo paralelo es mujer, la que sabe gozar sobre las manos suaves de la mujer, la que se reconoce en el cuerpo tibio que terminará por fundirse en uno solo, y quien pone los labios en la boca de la memoria para que ésta sea abrigo de la poesía, la que reviste Susana Bautista Cruz en Rõma, la patria de la infancia, colonia de sueños, sitio de encuentros, memoria y deseo.
La obra literaria de Bautista Cruz se divide entre la literatura lésbica y la literatura indígena contemporánea la cual también está en crecimiento y en la cual participa a través de la promoción de sus letras. Al respecto de su poemario y la Literatura Lésbica Gay en la Facultad de Filosofía y Letras, César Cañedo comentó: "Susana colibrí: una herida directa en un corazón de mujer que ama a otras mujeres".
Bautista ha participado en diferentes coloquios y conferencias nacionales e internacionales. Al respecto de los pueblos indígenas y los derechos lingüísticos, Bautista ha señalado: "Los conflictos no derivan de la misma realidad multicultural, sino de la existencia de una estructura estatal y una filosofía liberal construida bajo el espejismo de una homogeneidad social, económica, político-jurídica y cultural que jamás ha existido de forma natural". Igualmente, ha señalado que las mujeres indígenas escriban en su lengua originaria es un acto de resistencia: “Ellas pudieron seguir escribiendo en español y no lo hicieron porque no querían perder la lengua y (porque) era el contacto que tenían, estando fuera, con su propia cultura”.

## Premios
En sus estudios de licenciatura y maestría obtuvo varios reconocimientos universitarios como el Primer lugar en el VIII Premio Anual de Servicio Social "Gustavo Baz Prada", en el área de extensión y difusión cultural (1993); Mención honorífica por su participación en ensayo jurídico: "Los Derechos Humanos y los jóvenes en el estado de México" (1999), convocado por la Comisión de Derechos Humanos del Estado de México y el Instituto Mexiquense de la Juventud; Segundo lugar en el concurso de Ensayo Académico: “Derecho y libertad” convocado por la Facultad de Derecho de la UNAM (2013); Primer lugar en la materia de Investigación y Expresión Jurídica en la Maestría de derecho de la UNAM (2013).

## Publicaciones

### Libros
- Rõma. Plaquette. (2014)

### Poesía (publicada en impreso)
- Anuario de Poesía de San Diego. San Diego Poetry Annual, editora Olga García, Frontera – Border, Vortex, edición bilingüe, 2017, p. 14-15.
- Afuera. Arca poética de la diversidad sexual. Recopilación y prólogo de Saúl Ordóñez, Epílogo de María Luis Bacarlett Pérez; Diablura ediciones, 2017, pp. 141-145.
- Sembrando letras. Antología literaria de profesores del Colegio, México, CCH-UNAM, 2014, pp. 70-71.

### Cuento (publicado en impreso)
- “Nadie” y “Las novias” en Romper el hielo: Novísimas escrituras al pie de un volcán. El lugar (re) visitado, compiladora Cristina Rivera-Garza; México, Feria del Libro, Secretaría de Cultura, GDF, 2007), pp. 13-14 y 28-29.
- “El frío, la lluvia, este invierno” y “Luz subterránea” en Romper el hielo: Novísimas escrituras al pie de un volcán, compiladora Cristina Rivera-Garza; Toluca, ITESM-Bonobos, 2006, pp. 17-21 y 84-85.
- “Invento que te invento”* en la II Feria Universitaria del Arte Otoño’96, Consejo Académico del Área de las Humanidades y las Artes, México, UNAM, pp. 34-37. *Obra seleccionada para su publicación.

### Colaboraciones en libros
- “Los pueblos indígenas y derechos lingüísticos en México”, en Estudios en Homenaje a Don José Emilio Rolando Ordóñez Cifuentes; coordinadoras Ma. Carmen Macías Vázquez y Marisoa Anglés Hernández, México, UNAM, 2013, pp. 75-103.
- XIX Jornadas Lascasianas Internacionales La enseñanza de los contextos étnicos-nacionales, coord. José Emilio Ordóñez Cifuentes y Susana Bautista Cruz; México, UNAM, 2011.
- “De la literatura indigenista a la literatura indígena en XVII Jornadas Lascasianas Internacionales “Contacto y cooperación entre fronteras, Convenio 169 de la OIT. Pueblos Originarios y Afroamericanos”; coor. José Emilio Rolando Ordóñez Cifuentes; México, IIJ-UNAM, 2008; pp. 227-241.
- “Presentación” en La aplicación del Convenio 169 de la OIT. Análisis Interdisciplinario. XIV Jornadas Lascasianas Internacionales, Coors. José Emilio Rolando Ordóñez Cifuentes e Ignacio Zaragoza, Instituto de Investigaciones Jurídicas, UNAM, México, 2006, pp. IX-XIII.
- "Relatoría”, en Pluralismo Jurídico y Pueblos Indígenas. XIII Jornadas Lascasianas Internacionales. Coord. José Emilio Rolando Ordóñez Cifuentes, Instituto de Investigaciones Jurídicas, UNAM, México, septiembre, 2005, pp. 265-269.
- “Relatoría”, en Pluralismo Jurídico y Pueblos Indígenas. XIII Jornadas Lascasianas Internacionales. Coord. José Emilio Rolando Ordóñez Cifuentes, Instituto de Investigaciones Jurídicas, UNAM, México, septiembre, 2005, pp. 265-269.
- “Democracia, justicia y paz en la herencia tricontinental de América”, en La construcción del Estado Nacional: Democracia, justicia, paz y Estado de Derecho. XII Jornadas Lascasianas. Coord. José Emilio Rolando Ordóñez Cifuentes, Instituto de Investigaciones Jurídicas, UNAM, México, marzo de 2004, pp. 225-226.
- "Semblanza de la vida y obra de Adrián Inés Chávez” en El derecho a la lengua de los pueblos indígenas, Coord. José Emilio Rolando Ordóñez Cifuentes, Instituto de Investigaciones Jurídicas, UNAM, México, 2003, pp. 109-110.
- “XI Jornadas Lascasianas Internacionales: el derecho a la lengua y  los pueblos indígenas” en El derecho a la lengua de los pueblos indígenas, Coord. José Emilio Rolando Ordóñez Cifuentes, Instituto de Investigaciones Jurídicas, UNAM, México, 2003, pp. 111-112.
- “X Jornadas Lascasianas Internacionales en Guatemala”, en Análisis Interdisciplinario de la Declaración Americana de los Derechos de los Pueblos Indígenas, Coord. José Emilio Rolando Ordóñez Cifuentes, Instituto de Investigaciones Jurídicas, UNAM, México, 2001, pp. XIX-XXI.
- “La Universidad y su legado artístico en Ciudad Universitaria” en Memoria del Coloquio Las Humanidades y la Artes ¿crisis o revolución?, I Encuentro Universitario de las Humanidades y las Artes, México, UNAM, Primera edición, mayo, 2000, pp. 42-46.

### Publicaciones en revistas
- “Acteal. Testimonios de una experiencia genocida” en Altamirano. Revista del H. Congreso del Estado de Guerrero. Instituto de Estudios Parlamentarios “Eduardo Neri”, Año 3, Segunda Época, marzo-abril, 2001, No. 19, pp.159-171.
- “Palacio de Medicina: memorial de la tortura novohispana” en Los Universitarios, quinta época, n.º 5, febrero de 2000, pp. 8-15.
- “José Saramago en México” en Los Universitarios, quinta época, n.º 4, enero de 2000, pp. 4-14.

### Publicaciones electrónicas
- "Mon Petit" en Punto en línea de la UNAM
- "Nadie" en Revista Sinfín
- “Los pueblos indígenas y derechos lingüísticos en México”, en Estudios en Homenaje a Don José Emilio Rolando Ordóñez Cifuentes; coors. Ma. Carmen Macías Vázquez y Marisol Anglés Hernández, México, UNAM, 2013, pp. 75-103.
- XIX Jornadas Lascasianas Internacionales La enseñanza de los contextos étnicos-nacionales, coord. José Emilio Ordóñez Cifuentes y Susana Bautista Cruz; México, UNAM, 2011.
- “De la literatura indigenista a la literatura indígena en XVII Jornadas Lascasianas Internacionales “Contacto y cooperación entre fronteras, Convenio 169 de la OIT. Pueblos Originarios y Afroamericanos”; coord. José Emilio Rolando Ordóñez Cifuentes; México, IIJ-UNAM, 2008; pp. 227-241.